# Campeonato Alemán de Fútbol 1941
El Campeonato Alemán de Fútbol 1941 fue la 34.ª edición de la máxima competición futbolística de Alemania.

## Fase de grupos

### Grupo 1

#### Grupo 1-A
|    | Clasificación           | Pts | PJ | PG | PE | PP | GF | GC |
| -- | ----------------------- | --- | -- | -- | -- | -- | -- | -- |
| 1. | Vorwärts RaSpo Gleiwitz | 5   | 4  | 2  | 1  | 1  | 9  | 5  |
| 2. | Luftwaffen-SV Stettin   | 4   | 4  | 1  | 2  | 1  | 8  | 9  |
| 3. | Preußen Danzig          | 3   | 4  | 0  | 3  | 1  | 5  | 8  |

#### Grupo 1-B
|    | Clasificación                   | Pts | PJ | PG | PE | PP | GF | GC |
| -- | ------------------------------- | --- | -- | -- | -- | -- | -- | -- |
| 1. | Dresdner SC                     | 8   | 4  | 4  | 0  | 0  | 11 | 4  |
| 2. | Tennis Borussia Berlin          | 3   | 4  | 1  | 1  | 2  | 5  | 7  |
| 3. | Nationalsozialistische TG Praga | 1   | 4  | 0  | 1  | 3  | 3  | 8  |

#### Final Grupo 1
| Dresdner SC | 3 – 0 | Vorwärts RaSpo Gleiwitz |

| Vorwärts RaSpo Gleiwitz | 0 – 3 | Dresdner SC |

### Grupo 2

#### Grupo 2-A
|    | Clasificación  | Pts | PJ | PG | PE | PP | GF | GC |
| -- | -------------- | --- | -- | -- | -- | -- | -- | -- |
| 1. | Hamburgo       | 7   | 4  | 3  | 1  | 0  | 9  | 5  |
| 2. | 1. SV Jena     | 3   | 4  | 1  | 1  | 2  | 5  | 7  |
| 3. | VfB Königsberg | 2   | 4  | 1  | 0  | 3  | 3  | 8  |

#### Grupo 2-B
|    | Clasificación  | Pts | PJ | PG | PE | PP | GF | GC |
| -- | -------------- | --- | -- | -- | -- | -- | -- | -- |
| 1. | FC Schalke 04  | 8   | 4  | 4  | 0  | 0  | 16 | 2  |
| 2. | Hannover 96    | 2   | 4  | 1  | 0  | 3  | 10 | 15 |
| 3. | Borussia Fulda | 2   | 4  | 1  | 0  | 3  | 6  | 15 |

#### Final Grupo 2
| FC Schalke 04 | 3 – 0 | Hamburgo |

| Hamburgo | 1 – 0 | FC Schalke 04 |

### Grupo 3
|    | Clasificación         | Pts | PJ | PG | PE | PP | GF | GC |
| -- | --------------------- | --- | -- | -- | -- | -- | -- | -- |
| 1. | VfL Köln 1899         | 9   | 6  | 4  | 1  | 1  | 19 | 12 |
| 2. | Kickers Offenbach     | 8   | 6  | 3  | 2  | 1  | 19 | 9  |
| 3. | TuS Helene Altenessen | 6   | 6  | 2  | 2  | 2  | 15 | 13 |
| 4. | Mülhausen 93          | 1   | 6  | 0  | 1  | 5  | 9  | 28 |

### Grupo 4
|    | Clasificación       | Pts | PJ | PG | PE | PP | GF | GC |
| -- | ------------------- | --- | -- | -- | -- | -- | -- | -- |
| 1. | Rapid Viena         | 9   | 6  | 4  | 1  | 1  | 24 | 5  |
| 2. | Múnich 1860         | 7   | 6  | 3  | 1  | 2  | 14 | 11 |
| 3. | Stuttgarter Kickers | 4   | 6  | 1  | 2  | 3  | 11 | 16 |
| 4. | VfL Neckarau        | 4   | 6  | 2  | 0  | 4  | 4  | 8  |

## Fase final

### Semifinales
| Rapid Viena | 2 – 1 | Dresdner SC |

| FC Schalke 04 | 4 – 1 | VfL Köln 1899 |

### Tercer puesto
| Dresdner SC | 4 – 1 | VfL Köln 1899 |

### Final
| Rapid Viena | 4 – 3 | FC Schalke 04 |

|                                  |
| Campeón SK Rapid Viena 1° título |